# Dicrocoelidae
Dicrocoelidae är en familj av plattmaskar. Dicrocoelidae ingår i klassen Neodermata, fylumet plattmaskar och riket djur.